# Línea 1A (Urbanos de Torrejón de Ardoz)
La línea 1A de la red de autobuses urbanos de Torrejón de Ardoz es una línea circular que bordea la ciudad en el sentido contrario al de las agujas del reloj. El sentido contrario lo proporciona la línea 1B.

## Características
Esta ruta da servicio a gran parte de los barrios de Torrejón de Ardoz, y establece su cabecera de regulación en el Hospital de Torrejón. Algunas expediciones tienen parada en el Cementerio Municipal.
La línea circula exclusivamente por el término municipal de Torrejón de Ardoz. Como bien se expresa en la numeración interna del CRTM, recibe el número 1A148. El primer dígito corresponde a la línea, en este caso la línea 1A. Y los últimos tres dígitos corresponden al municipio por el que circula, en este caso 148 corresponde al municipio de Torrejón de Ardoz.
La línea mantiene los mismos horarios todo el año (exceptuando las vísperas de festivo y festivos de Navidad).
Está operada por la empresa ALSA mediante la concesión administrativa VCM-202 - Madrid - Torrejón de Ardoz - Alcalá de Henares - Meco (Viajeros Comunidad de Madrid) del Consorcio Regional de Transportes de Madrid.

## Horarios
| Lunes a viernes laborables lectivos                  |                |             |                |                |                |                |                |                |                   |             |             |             |             |             |             |             |             |             |    |
| L1A Circular: Hospital de Torrejón > Plaza de España |                |             |                |                |                |                |                |                |                   |             |             |             |             |             |             |             |             |             |    |
| 05                                                   | 06             | 07          | 08             | 09             | 10             | 11             | 12             | 13             | 14                | 15          | 16          | 17          | 18          | 19          | 20          | 21          | 22          | 23          | 00 |
| 35                                                   | 00 05 15 30 45 | 00 15 30 45 | 00 12 24 36 48 | 00 12 24 36 48 | 00 12 24 36 48 | 00 12 24 36 48 | 00 12 24 36 48 | 00 12 24 36 48 | 00 12 15 24 36 48 | 00 15 30 45 | 00 15 30 45 | 00 15 30 45 | 00 15 30 45 | 00 15 30 45 | 00 15 30 45 | 00 15 30 45 | 00 15 30 45 | 00 15 30 45 | 00 |
| Lunes a viernes laborables no lectivos               |                |             |                |                |                |                |                |                |                   |             |             |             |             |             |             |             |             |             |    |
| L1A Circular: Hospital de Torrejón > Plaza de España |                |             |                |                |                |                |                |                |                   |             |             |             |             |             |             |             |             |             |    |
| 05                                                   | 06             | 07          | 08             | 09             | 10             | 11             | 12             | 13             | 14                | 15          | 16          | 17          | 18          | 19          | 20          | 21          | 22          | 23          | 00 |
| 35                                                   | 00 05 15 30 45 | 00 15 30 45 | 00 15 30 45    | 00 15 30 45    | 00 15 30 45    | 00 15 30 45    | 00 15 30 45    | 00 15 30 45    | 00 15 30 45       | 00 15 30 45 | 00 15 30 45 | 00 15 30 45 | 00 15 30 45 | 00 15 30 45 | 00 15 30 45 | 00 15 30 45 | 00 15 30 45 | 00 15 30 45 | 00 |
| Sábados laborables, domingos y festivos              |                |             |                |                |                |                |                |                |                   |             |             |             |             |             |             |             |             |             |    |
| L1A Circular: Hospital de Torrejón > Plaza de España |                |             |                |                |                |                |                |                |                   |             |             |             |             |             |             |             |             |             |    |
| 05                                                   | 06             | 07          | 08             | 09             | 10             | 11             | 12             | 13             | 14                | 15          | 16          | 17          | 18          | 19          | 20          | 21          | 22          | 23          | 00 |
| 50                                                   | 10 20 30 40    | 00 20 40    | 00 20 40       | 00 20 40       | 00 20 40       | 00 20 40       | 00 20 40       | 00 20 40       | 00 20 40          | 00 20 40    | 00 20 40    | 00 20 40    | 00 20 40    | 00 20 40    | 00 20 40    | 00 20 40    | 00 20 40    | 00 20 40    | 00 |

Paso por la Plaza de España aproximadamente 30 minutos después de su salida del Hospital de Torrejón. Duración del recorrido circular completo aproximadamente 60 minutos.

## Recorrido y paradas
| Código                                                                                                  | Zona | Localidad         | Denominación                                               | Ubicación                           | Líneas de la parada                            | Cercanías         |
| --- | ---- | ----------------- | ---------------------------------------------------------- | ----------------------------------- | ---------------------------------------------- | ----------------- |
| 21105                                                                                                   |      | Torrejón de Ardoz | Calle Mateo Inurria - Hospital de Torrejón                 | Calle Mateo Inurria S/N.º           | 1A 1B                                          |                   |
| 19866                                                                                                   |      | Torrejón de Ardoz | Paseo de la Democracia - Estación de Soto del Henares      | Paseo de la Democracia S/Nº         | 224 1A 6                                       | Soto del Henares  |
| 20902                                                                                                   |      | Torrejón de Ardoz | Avenida de la Constitución - Calle de Mahatma Gandhi       | Avenida de la Constitución Nº229    | 224 824 N202 1A 6                              |                   |
| 10072                                                                                                   |      | Torrejón de Ardoz | Avenida de la Constitución - Barrio de La Zarzuela         | Avenida de la Constitución Nº219    | 223 224 824 N202 1A 6                          |                   |
| 10073                                                                                                   |      | Torrejón de Ardoz | Avenida de la Constitución - Avenida Descubrimientos       | Avenida de la Constitución Nº186    | 223 224 824 N202 1A 6                          |                   |
| 09562                                                                                                   |      | Torrejón de Ardoz | Calle Juncal - Avenida de la Constitución                  | Calle Juncal Nº4                    | 1A 5A                                          |                   |
| 09560                                                                                                   |      | Torrejón de Ardoz | Calle Juncal - Instituto                                   | Calle Juncal Nº14                   | 1A 5A                                          |                   |
| 09558                                                                                                   |      | Torrejón de Ardoz | Avenida de Madrid - Centro de salud                        | Avenida de Madrid Nº39              | 226 1A 5A                                      |                   |
| 06888                                                                                                   |      | Torrejón de Ardoz | Avenida de Madrid - Calle de Budapest                      | Avenida de Madrid Nº33              | 226 1A 5A                                      |                   |
| 06891                                                                                                   |      | Torrejón de Ardoz | Avenida de Madrid - Calle de Milán                         | Avenida de Madrid Nº21              | 226 1A 5A                                      |                   |
| 06893                                                                                                   |      | Torrejón de Ardoz | Avenida de Madrid - Parque Las Veredillas                  | Avenida de Madrid S/Nº              | 1A 5A                                          |                   |
| 06894                                                                                                   |      | Torrejón de Ardoz | Avenida de Madrid - Calle de Turín                         | Avenida de Madrid Nº2               | 226 1A 5A                                      |                   |
| 06895                                                                                                   |      | Torrejón de Ardoz | Calle de Turín - Calle Veredilla                           | Calle de Turín Nº1                  | 1A 5A                                          |                   |
| 06897                                                                                                   |      | Torrejón de Ardoz | Calle Veredilla - Avenida de la Virgen de Loreto           | Calle Veredilla Nº1                 | 1A 5A                                          |                   |
| 06899                                                                                                   |      | Torrejón de Ardoz | Calle de Madrid - Calle Girasol                            | Calle de Madrid Nº11                | 1A 5A                                          |                   |
| 06901                                                                                                   |      | Torrejón de Ardoz | Calle de Madrid - Colegio                                  | Calle de Madrid Nº3                 | 226 1A 5A                                      |                   |
| 06904                                                                                                   |      | Torrejón de Ardoz | Avenida de las Fronteras - Calle de Madrid                 | Avenida de las Fronteras Nº17A      | 215 224A 251 252 824 VAC-2431A 4 5A            |                   |
| 11504                                                                                                   |      | Torrejón de Ardoz | Avenida de las Fronteras - Centro de salud                 | Avenida de las Fronteras Nº7        | VAC-2431A 4 5A                                 |                   |
| 10892                                                                                                   |      | Torrejón de Ardoz | Avenida de la Constitución - Avenida de las Fronteras      | Avenida de la Constitución Nº26     | 215 220 223 224 251 340 824 N202 1A 2 3 4 5A   |                   |
| La hora de paso por esta parada es aproximadamente 30 minutos después de salir del Hospital de Torrejón |      |                   |                                                            |                                     |                                                |                   |
| 15082                                                                                                   |      | Torrejón de Ardoz | Avenida de la Constitución - Estación de Torrejón de Ardoz | Avenida de la Constitución Nº13     | 15082 A 223 224 340 824 N202 2 3 15082 B 1A 5A | Torrejón de Ardoz |
| 06913                                                                                                   |      | Torrejón de Ardoz | Avenida de la Constitución - Calle Cantalarrana            | Avenida de la Constitución Nº76     | 1A 2 3 5A                                      |                   |
| 06915                                                                                                   |      | Torrejón de Ardoz | Calle del Río - Calle Canillas                             | Calle del Río Nº10                  | 1A 2 3 5A                                      |                   |
| 10893                                                                                                   |      | Torrejón de Ardoz | Calle del Cemento - Delegación de Hacienda                 | Calle del Cemento Nº2               | 1A 2 3 5A                                      |                   |
| 06919                                                                                                   |      | Torrejón de Ardoz | Calle del Oxígeno - Calle del Mármol                       | Calle del Oxígeno Nº6               | 1A 2 3 5A                                      |                   |
| 06921                                                                                                   |      | Torrejón de Ardoz | Calle Hilados - Centro Cultural                            | Calle Hilados S/Nº                  | 1A 2 3 5A                                      |                   |
| 06922                                                                                                   |      | Torrejón de Ardoz | Calle Hilados - Parque Cataluña                            | Calle Hilados Nº8                   | 1A 2 3 5A                                      |                   |
| 06930                                                                                                   |      | Torrejón de Ardoz | Calle del Silicio - Calle Brújula                          | Calle del Silicio Nº50              | 224A 1A 3                                      |                   |
| 07429                                                                                                   |      | Torrejón de Ardoz | Calle Brújula - Centro de salud                            | Calle Brújula Nº1                   | 224A 1A 3 5A                                   |                   |
| Parada de las expediciones con paso por el cementerio                                                   |      |                   |                                                            |                                     |                                                |                   |
| 10899                                                                                                   |      | Torrejón de Ardoz | Paseo de los Cipreses - Cementerio                         | Paseo de los Cipreses S/Nº          | 1A 1B                                          |                   |
| Paradas del itinerario común                                                                            |      |                   |                                                            |                                     |                                                |                   |
| 06931                                                                                                   |      | Torrejón de Ardoz | Calle de la Circunvalación - Calle del Hierro              | Calle de la Circunvalación Nº20     | 224A 1A 5A                                     |                   |
| 06936                                                                                                   |      | Torrejón de Ardoz | Calle de la Circunvalación - Calle del Cedro               | Calle de la Circunvalación Nº60     | 224A 1A 5A                                     |                   |
| 06937                                                                                                   |      | Torrejón de Ardoz | Calle de la Circunvalación - Calle de la Solana            | Calle de la Circunvalación Nº74     | 224A 1A 5A                                     |                   |
| 16560                                                                                                   |      | Torrejón de Ardoz | Avenida de la Unión Europea - Centro de salud              | Avenida de la Unión Europea Nº4     | 224A 226 1A                                    |                   |
| 17555                                                                                                   |      | Torrejón de Ardoz | Avenida de la Unión Europea - Calle Dinamarca              | Avenida de la Unión Europea Nº14    | 224A 226 1A                                    |                   |
| 19055                                                                                                   |      | Torrejón de Ardoz | Avenida Joan Miró - Calle de Juan Gris                     | Avenida Joan Miró Nº3               | 224A 226 1A                                    |                   |
| 18660                                                                                                   |      | Torrejón de Ardoz | Avenida de Carmen Martín Gaite - Paseo de la Igualdad      | Avenida de Carmen Martín Gaite Nº83 | 1A                                             |                   |
| 18658                                                                                                   |      | Torrejón de Ardoz | Avenida de Eduardo Chillida - Paseo de la Democracia       | Avenida de Carmen Martín Gaite S/Nº | 224 1A                                         |                   |
| 19052                                                                                                   |      | Torrejón de Ardoz | Avenida de Eduardo Chillida - Paseo de la Concordia        | Avenida de Eduardo Chillida Nº12    | 224 1A                                         |                   |
| 21105                                                                                                   |      | Torrejón de Ardoz | Calle Mateo Inurria - Hospital de Torrejón                 | Calle Mateo Inurria S/N.º           | 1A 1B                                          |                   |